# Baronia de Estamira
Estamira, também chamada de Estamirra, Estamero ou Estamiro (em grego: Στάμηρον; romaniz.: Stámeron), foi um feudo franco medieval do Principado da Acaia, localizado nas planícies férteis da região da Élida na península do Peloponeso na Grécia, que era centrado na fortaleza agora desaparecida de Estamira. Esteve entre as 12 baronias originais da Acaia, mas foi conquistado pelos bizantinos em 1320.

## História
A Baronia de Estamira não foi uma das baronias originais que o Principado da Acaia foi dividido pelos cruzados após a conquista do Peloponeso. Foi criado em algum momento após 1230 no território que originalmente formou parte do domínio principesco. Compreendeu 22 feudos de cavaleiros e foi conferido a Godofredo Chauderon, provavelmente originário de Champanhe, que também foi grande condestável do principado. Godofredo morreu em 1278, e foi sucedido na baronia e como condestável por seu filho João Chauderon. Uma filha, de outro modo desconhecido, também é mencionada e ela foi enviada para Constantinopla em 1261 como refém para a corte bizantina.
Além de Estamira, João também adquiriu possessão de Roviata e terras na Itália, algumas das quais foram trocadas em 1289 com o conde Hugo de Brienne pela fortaleza de Ponticocastro (Beauvoir). Ele é conhecido por ter tido apenas uma filha, Bartolomeia, que sucedeu-o em alguns de seus domínios em 1294. O destino da baronia é incerto, mas parece que em algum momento revertido ao domínio principesco; em 1315–1316 foi mantido pelas forças de Ferdinando de Maiorca.
Finalmente, em algum momento no final do século XIV, possivelmente em 1370, o príncipe Filipe III de Taranto cedeu a baronia, junto com o título de grande condestável, para Centurião I Zaccaria. A baronia permaneceu nas mãos dos Zaccaria até o fim do principado nas mãos dos bizantinos do Despotado da Moreia em 1429. Teodora Tocco, esposa do déspota Constantino Paleólogo, morreu em Estamira (frequentemente confundida com o Castelo de Santameri) em novembro de 1429. O castelo de Estamira é relatado como estando em ruínas em 1467; sua localização é agora desconhecida, mas deveria estar a leste de Gastuni.